# Џанџавиди
Џанџавиди (арапски: جنجويد; у преводу „човек са пушком на коњу“) су паравојна формација која делује у западном Судану и источном Чаду. Према дефиницији Уједињених нација, џанџавиди се састоје од суданских арапских племена, од којих је језгро пореклом из племена Абала (узгајивачи камила) уз значајан број припадника из племена Багара (узгајивачи стоке). Није сигурно да је дефиниција УН потпуно прецизна, јер постоје и примери припадника који долазе из других племена.
Џанџавиди су се у прошлости сукобљавали са неномадским становништвом Дарфура око пашњака и пољопривредног земљишта, услед суше и недостатка воде. Тренутно су у сукобу са побуњеничким групама из Дарфура, Суданским ослободилачким покретом/војском и Покретом за правду и једнакост. Од 2003. су били један од главних актера у Рату у Дарфуру, током ког су се махом номадска племена сукобила са неномадском популацијом овог региона у борби за ресурсе и контролу над земљиштем.
Лидер Џанџавида био је Мухамед Хамдан Дагло, данашњи командант Снага за брзу подршку.